# جو لودفيغ
جو لودفيغ (بالإنجليزية: Joe Ludwig)‏ هو سياسي أسترالي، ولد في 21 يوليو 1959 في لونغريتش في أستراليا. حزبياً، نشط في حزب العمال الأسترالي. وقد انتخب عضو مجلس الشيوخ الأسترالي ‏ عن دائرة كوينزلاند (1 يوليو 1999 – 9 مايو 2016).